# Kirchworbis
Kirchworbis är en kommun och ort i Landkreis Eichsfeld i förbundslandet Thüringen i Tyskland.
Kommunen ingår i förvaltningsområdet Eichsfeld-Wipperaue tillsammans med kommunerna Breitenworbis, Buhla, Gernrode och Haynrode.